# 劉興善
劉興善（1949年—），中華民國（台灣）法學學者、政治人物，曾代表中國國民黨在台灣省第二選區（桃竹竹苗）當選為第一屆第四、五次增額立法委員，復於台灣省第三選區（桃園縣）連任為第一屆第六次增額立法委員。